# Lijst van Dancesmashes in 2025
Deze hits werden in 2025 Dancesmash op Radio 538.
| Nr.  | Bekendgemaakt op | Artiest                                               | Titel                               | Hoogste positie in 538 Top 50 | Aantal Weken | Aantal Punten |
| ---- | ---------------- | ----------------------------------------------------- | ----------------------------------- | ----------------------------- | ------------ | ------------- |
| 1596 | 3 januari        | Armin van Buuren, Alok, Norma Jean Martine & Lawrent  | Euphoria                            | 35                            | 8            | 84            |
| 1597 | 10 januari       | Jelly Roll                                            | Run It                              | 29                            | 12           | 143           |
| 1598 | 17 januari       | CYRIL & maryjo                                        | Still Into You                      | 19                            | 9            | 215           |
| 1599 | 24 januari       | Tiësto                                                | Lethal Industry (Rose Ringed Remix) | 32                            | 13           | 157           |
| 1600 | 31 januari       | Kygo & OneRepublic                                    | Chasing Paradise                    | 18                            | 16           | 305           |
| 1601 | 7 februari       | Anyma & Ellie Goulding                                | Hypnotized                          | Geen notering                 | 0            | 0             |
| 1602 | 14 februari      | Kris Kross Amsterdam & Eyelar                         | Mr. Lie to Me                       | 35                            | 7            | 68            |
| 1603 | 21 februari      | Robin Schulz x Fast Boy                               | Million Good Reasons                | Geen notering                 | 0            | 0             |
| 1604 | 28 februari      | Sam Feldt ft. Oaks                                    | My Heart Goes                       | 44                            | 3            | 19            |
| 1605 | 7 maart          | David Guetta & Sia                                    | Beautiful People                    | *                             | *            | *             |
| 1606 | 14 maart         | Martin Garrix & Arijit Singh                          | Angels for Each Other               | Geen notering                 | 0            | 0             |
| 1607 | 21 maart         | Nick Schilder x Lucas & Steve                         | Something Like Magic                | 22                            | 12           | 257           |
| 1608 | 28 maart         | James Hype                                            | Don't Wake Me Up                    | Geen notering                 | 0            | 0             |
| 1609 | 4 april          | Alesso & Becky Hill                                   | Surrender                           | *                             | *            | *             |
| 1610 | 11 april         | La Fuente                                             | Everybody                           | Geen notering                 | 0            | 0             |
| 1611 | 18 april         | Alok & Alan Fitzpatrick ft. bbyclose                  | Friday, I'm in Luv                  | Geen notering                 | 0            | 0             |
| 1612 | 25 april         | Armin van Buuren & Sam Gray                           | Dream a Little Dream                | *                             | *            | *             |
| 1613 | 2 mei            | Hugel, David Guetta, Kehlani & Daecolm                | Think of Me                         | *                             | *            | *             |
| 1614 | 9 mei            | Tiesto, Odd Mob & Goodboys                            | Won't Be Possible                   | Geen notering                 | 0            | 0             |
| 1615 | 16 mei           | Luvstruck & Carlprit                                  | The Summer Is Magic                 | Geen notering                 | 0            | 0             |
| 1616 | 23 mei           | Calvin Harris & Clementine Douglas                    | Blessings                           | *                             | *            | *             |
| 1617 | 30 mei           | Martin Garrix & Lauv                                  | Mad                                 | *                             | *            | *             |
| 1618 | 6 juni           | Lucas & Steve, Lawrent & Izzy Bizu                    | Oh My Lord                          | Geen notering                 | 0            | 0             |
| 1619 | 13 juni          | Inna & R3hab                                          | I'll Be Waiting                     | Geen notering                 | 0            | 0             |
| 1620 | 20 juni          | The Supermen Lovers & OneRepublic                     | Starlight (The Fame)                | *                             | *            | *             |
| 1621 | 27 juni          | Swedish House Mafia                                   | Wait So Long                        | Geen notering                 | 0            | 0             |
| 1622 | 4 juli           | David Guetta, HYPATON & Bonnie Tyler                  | Together                            | *                             | *            | *             |
| 1623 | 11 juli          | Delerium ft. Sarah McLachlan                          | Silence (John Summit Remix)         | Geen notering                 | 0            | 0             |
| 1624 | 18 juli          | Stryv, Malachiii & Adam Port                          | Positions                           | *                             | *            | *             |
| 1625 | 25 juli          | Martin Garrix & Alesso ft. Shaun Farrugia             | Inside Our Hearts                   | *                             | *            | *             |
| 1626 | 1 augustus       | Akcent, SERA & Misha Miller                           | Don't Leave (Kylie)                 | *                             | *            | *             |
| 1627 | 8 augustus       | Armin van Buuren & Martin Garrix ft. Libby Whitehouse | Sleepless Nights                    | *                             | *            | *             |
| 1628 | 15 augustus      | Dimitri Vegas, David Guetta & Loreen                  | Pum Pum                             | *                             | *            | *             |
| 1629 | 22 augustus      |                                                       |                                     | *                             | *            | *             |
| 1630 | 29 augustus      |                                                       |                                     | *                             | *            | *             |
| 1631 | 5 september      |                                                       |                                     | *                             | *            | *             |
| 1632 | 12 september     |                                                       |                                     | *                             | *            | *             |
| 1633 | 19 september     |                                                       |                                     | *                             | *            | *             |
| 1634 | 26 september     |                                                       |                                     | *                             | *            | *             |
| 1635 | 3 oktober        |                                                       |                                     | *                             | *            | *             |
| 1636 | 10 oktober       |                                                       |                                     | *                             | *            | *             |
| 1637 | 17 oktober       |                                                       |                                     | *                             | *            | *             |
| 1638 | 24 oktober       |                                                       |                                     | *                             | *            | *             |
| 1639 | 31 oktober       |                                                       |                                     | *                             | *            | *             |
| 1640 | 7 november       |                                                       |                                     | *                             | *            | *             |
| 1641 | 14 november      |                                                       |                                     | *                             | *            | *             |
| 1642 | 21 november      |                                                       |                                     | *                             | *            | *             |
| 1643 | 28 november      |                                                       |                                     | *                             | *            | *             |
| 1644 | 5 december       |                                                       |                                     | *                             | *            | *             |
| 1645 | 12 december      |                                                       |                                     | *                             | *            | *             |
| 1646 | 19 december      |                                                       |                                     | *                             | *            | *             |
| 1647 | 26 december      |                                                       |                                     | *                             | *            | *             |

1994 ·
1995 ·
1996 ·
1997 ·
1998 ·
1999 ·
2000 ·
2001 ·
2002 ·
2003 ·
2004 ·
2005 ·
2006 ·
2007 ·
2008 ·
2009 ·
2010 ·
2011 ·
2012 ·
2013 ·
2014 ·
2015 ·
2016 ·
2017 ·
2018 ·
2019 ·
2020 ·
2021 ·
2022 ·
2023 ·
2024 ·
2025